# Los Hermanos
Los Hermanos va ser una formació de rock formada a l'estat de Rio de Janeiro el 1997. Tots els membres de la formació van néixer a la ciutat de Rio de Janeiro i havien estudiat a la PUC-RJ.

## Membres
- Marcelo Camelo - vocalista, guitarra
- Rodrigo Amarante - vocalista, guitarra
- Bruno Medina - teclat
- Rodrigo Barba - bateria

- Patrick Laplan - baix, exmembre

### Membres secundaris
- Gabriel Bubu - guitarra, baix
- Marcelo Costa - saxòfon, clarinet
- Bubu Trompete - trompeta
- Mauro Zacharias - trombó

## Discografia

### Àlbums d'estudi
- (1999) Los Hermanos
- (2001) Bloco do Eu Sozinho
- (2003) Ventura
- (2005) 4

### DVD
- (2004) Los Hermanos no Cine Íris - 28 de Junho de 2004
- (2008) Los Hermanos na Fundição Progresso - 09 de Junho de 2007